# الأحجار اللامتناهية
الأحجار اللانهائية هي ستة جواهر خيالية قوية جدا تظهر في الكتب المصورة الأمريكية التي نشرتها مارفيل كوميكس. كل من يحمل جميع الأحجار الكريمة الستة ويستخدمها في مكاسب مكثفة القهر والعلم المطلق.الأحجار الأساسية الستة هي حجر القوة، حجر الفضاء، حجر الواقع، حجر الروح، حجر الوقت و حجر العقل.